# 油麻地碼頭
油麻地碼頭是香港昔日一座渡輪碼頭，位於九龍油麻地眾坊街與渡船街交界（即今駿發花園位置），其後由佐敦道碼頭取代。

## 歷史
油麻地小輪於1923年取得往中環至油麻地的航線專營權，並於1924年1月1日開始正式提供服務，油麻地碼頭於同日啟用。油麻地碼頭是一座簡單的建築，供單層客輪上落客。
1930年代，油麻地小輪打算引入雙層渡輪並兼營汽車渡輪服務，便選取其南面的佐敦道興建新碼頭，以取代油麻地碼頭。
1933年3月6日，全新的佐敦道碼頭啟用，油麻地碼頭遂於同日起停用。